# Johannes Fischer (Schlagzeuger)
Johannes Fischer (* 1981 in Leonberg) ist ein deutscher Schlagzeuger, Komponist, Dirigent und Hochschulprofessor.

## Leben
Im Alter von neun Jahren erhielt Johannes Fischer ersten Schlagzeug- und Klavierunterricht. Von 1998 bis 2000 war er Stipendiat der Jürgen-Ponto-Stiftung.
Sein Schlagzeugstudium absolvierte er an der Hochschule für Musik Freiburg bei Bernhard Wulff, Taijiro Miyazaki und Pascal Pons.
Darüber hinaus folgten Studien in Dirigieren und Komposition bei Francis Travis und Dieter Mack.
2004 wurde ihm das Märkische Stipendium für Musik verliehen. 2003/2004 wurde er zur Lucerne Festival Academy unter der Leitung von Pierre Boulez eingeladen, und 2007 folgte ein Stipendium der Deutschen Stiftung Musikleben und Gerd-Bucerius-Förderstipendiums der ZEIT-Stiftung.
Im Jahr 2007 war er als „artist in residence“ in San Diego bei Steven Schick.
Seit 2006 unterrichtet er am Conservatorio della Svizzera Italiana in Lugano/Schweiz.
2009 wurde er als Professor an die Musikhochschule Lübeck berufen.

## Musikalisches Schaffen
Johannes Fischer wird von der Presse als der Klangzauberer unter den Schlagzeugern gefeiert, der mit Leichtigkeit, impulsiver Spielfreude und Sensibilität sein Publikum berührt. 
Neben seiner solistischen Tätigkeit, die ihn bereits weltweit in große Konzertsäle sowie zu zahlreichen Orchestern und Festivals führte, ist die Zusammenarbeit mit Musiker*innen aus den unterschiedlichsten Bereichen von großer Bedeutung: in festen Ensembles wie dem eardrum percussion Duo mit Domenico Melchiorre, im Duo mit Nari Hong (Flöten) und dem Trio Belli-Fischer-Rimmer oder als Kammermusikpartner auf renommierten Festival wie u. a. dem Lockenhaus Kammermusikfest sowie mit Ensembles wie dem Kuss Quartett und dem Armida Quartett.
Kompositionsaufträge des Bayerischen Rundfunks, des Lucerne Festivals, der Duisburger Philhamoniker, des Louvre Paris, der Royal Philharmonic Society und des BBC, von zahlreichen Festivals und Ensembles. 
Dirigitate beim Ensemble Resonanz oder beim Ensemble Musikfabrik, Konzerte mit freier Improvisation, Performances, Musik zum zu Stummfilmen sowie Kollaborationen mit Tanz, Slam Poetry oder Theater stehen exemplarisch für seine künstlerische Vielfältigkeit.

## Diskografie
- Gravity (2008) – mit Werken von Xenakis, Druckman, Lopez-Lopez, Pintscher und Globokar
- Traces / Spuren (2009) – mit Werken von Xenakis, Hirs, Mack und Eckert
- Soul Paintings (2015) Enjott Schneider: Sisyphos für Schlagzeug und Orchester
- Shadows in the dark (2016) Enjott Schneider: Phoenix für Oboe, Schlagzeug und Streichorchester
- Nicolaus A. Huber Percussion Pieces (2018)
- Klingende Fäden und sprechende Rhythmen (2021) Dieter Mack: Wooden für Schlagzeug Solo und Orchester
- Chroia (2021) Gerald Eckert: Void für 2 Schlagzeuger
- Fresh Air (2022) Trio Belli-Fischer-Rimmer mit Werken von Debussy, Svoboda, Fischer, Bach, Schnyder und Brahms
- Songs without words (2025) Trio Belli-Fischer-Rimmer mit Liedern von Tom Waits, Kurt Weill und Franz Schubert

## Auszeichnungen
- 2003 – 2. Preis beim Internationalen Günter-Bialas-Kompositionspreis München
- 2006 – 1. Preis beim Deutschen Hochschulwettbewerb und Preis des Musikwettbewerbs des Kulturkreises der Deutschen Wirtschaft mit dem “eardrum Percussion duo”
- 2007 – Preisträger des Deutschen Musikwettbewerb und 1. Preis, Publikumspreis, sowie drei weitere Sonderpreise beim 56. Internationaler Musikwettbewerb der ARD München.